# Hirokazu Ninomiya
Hirokazu Ninomiya (二宮 洋一 Ninomiya Hirokazu?,  22 de noviembre de 1917 en Hyōgo, Imperio del Japón - 7 de marzo de 2000 en Minato, Tokio) fue un futbolista japonés que se desempeñaba como delantero.
Ninomiya jugó 6 veces para la selección de fútbol de Japón entre 1940 y 1954. Fue elegido para integrar la selección nacional de Japón para los Juegos Asiáticos de 1951 y 1954.

## Trayectoria

### Clubes
| Club     | País  | Año  |
| -------- | ----- | ---- |
| Keio BRB | Japón | ???? |

### Selección nacional
| Selección | País  | Año         |
| --------- | ----- | ----------- |
| Absoluta  | Japón | 1940 - 1954 |

## Estadística de equipo nacional
| Selección de Japón | Selección de Japón | Selección de Japón |
| Año                | Part.              | Goles              |
| ------------------ | ------------------ | ------------------ |
| 1940               | 1                  | 0                  |
| 1941               | 0                  | 0                  |
| 1942               | 0                  | 0                  |
| 1943               | 0                  | 0                  |
| 1944               | 0                  | 0                  |
| 1945               | 0                  | 0                  |
| 1946               | 0                  | 0                  |
| 1947               | 0                  | 0                  |
| 1948               | 0                  | 0                  |
| 1949               | 0                  | 0                  |
| 1950               | 0                  | 0                  |
| 1951               | 2                  | 1                  |
| 1952               | 0                  | 0                  |
| 1953               | 0                  | 0                  |
| 1954               | 3                  | 0                  |
| Total              | 6                  | 1                  |

## Palmarés

### Títulos nacionales
| Título             | Club                | País  | Año  |
| ------------------ | ------------------- | ----- | ---- |
| Copa del Emperador | Keio BRB            | Japón | 1936 |
| Copa del Emperador | Universidad de Keio | Japón | 1937 |
| Copa del Emperador | Keio BRB            | Japón | 1939 |
| Copa del Emperador | Keio BRB            | Japón | 1940 |
| Copa del Emperador | Keio BRB            | Japón | 1951 |
| Copa del Emperador | Keio BRB            | Japón | 1952 |
| Copa del Emperador | Keio BRB            | Japón | 1954 |

### Distinciones individuales
| Distinción                                      | Año  |
| ----------------------------------------------- | ---- |
| Inducido al Salón de la Fama del fútbol japonés | 2006 |